# Thomas James
Kaptajn Thomas James (1593-1635) var en walisisk skibskaptajn, bemærkelsesværdig som en navigator og opdagelsesrejsende, der satte op for at opdage Nordvestpassagen, den håbede havrute norden om Nordamerika til Asien.
James forlod Bristol i maj 1631 på "Henrietta Maria", var en måned om at passere Hudson-strædet, blev blokeret af is fra at gå nordpå, gik mod vest og mødte Luke Foxe den 29. juli, nåede land nær Churchill i Manitoba den 11. august, gik mod sydøst til indsejlingen til James Bay ved Cape Henrietta Maria, gik ned langs vestkysten af James Bay og valgte i oktober Charlton Island som en overvintringspost. Den 29. november blev skibet forsætligt sænket for ikke at blive fejet væk eller knust af is. Skibet blev sat flot igen i juni. Han afsejlede den 1. juli 1632, tog 3 uger om at gennemsejle James Bay, arbejdede sig nordpå gennem is, nåede Hudson-strædet, gik nordpå til Foxe Channel kun til 65° 30', vendte tilbage og nåede Bristol den 22. oktober i et fartøj, der næppe var sødygtigt. 
Han kaldte den sydlige kyst af Hudson Bay den "New Princidence of South Wales", efter hans hjemland. James 'forrygende oplevelser under sin rejse, hvor han gentagne gange kom tæt på døden i ishavet i det arktiske hav, fortælles i sin offentliggjorte beretning om rejsen, The Strange and Dangerous Voyage of Captaine Thomas James, udgivet i 1633.
Nogle kritikere har udtalt, at Samuel Taylor Coleridges arbejde The Rime of the Ancient Mariner blev inspireret af James' erfaring i Arktis.